# Ander Bardají
Ander Bardají Maiza (Lasarte-Oria, Guipúzcoa, 3 de mayo de 1995) es un jugador de fútbol español que juega como guardameta.

## Clubes
| Club              | País   | Año       |
| ----------------- | ------ | --------- |
| Real Sociedad "B" | España | 2012-2016 |
| Real Sociedad     | España | 2016-2017 |
| S. D. Huesca      | España | 2017-2018 |
| C. F. Fuenlabrada | España | 2018-2019 |
| S. D. Ejea        | España | 2019-2020 |

- Datos: Q26838755